# Involonté
 (octobre 2016).
Améliorez-le ou discutez des points à vérifier. 
Le terme Involonté est utilisé pour la première fois par l'écrivaine Madame Guyon. Il ne désigne pas une défaillance du vouloir mais un mode positif de comportement qui se définit par des traits antinomiques de la volonté.

## Définition
La volonté consiste à se déterminer par des raisons. Un acte volontaire a été préalablement justifié, puis choisi à cause de la légitimité qui lui est reconnue : un ouvrier effectue chaque geste en se soumettant aux critères techniques du métier, l'agent moral accomplit l’acte parce qu'il l’a, préalablement, jugé bon. L'araignée, au contraire, ne se pose pas de questions sur la pertinence des moyens et la valeur du but de la construction de sa toile. L’involonté prétend à cette spontanéité de l'instinct ; elle ignore réflexion, délibération et choix.
La volonté enveloppe un vécu temporel spécifique : dans l’acte volontaire on situe l’action dans un ordre du temps. Ainsi l'architecte, comme l'a souligné Marx, « à la différence de l'abeille la plus experte porte d'abord la maison dans sa tête » : la toiture d'une maison sera construite après les murs, ceux-ci après les fondations etc. La prévision ordonnée des étapes à franchir s'articule au souvenir des étapes passées. À l'opposé, l'agent « involontaire » se laisse porter par le temps sans prendre à son égard un recul pour s'en donner une représentation objective : il ne pense pas le temps et ne se pense pas dans le temps.
L'expérience de l'effort est l'acmé de la volonté : en luttant contre la nature l’agent éprouve dramatiquement son autonomie. L’involonté, au contraire, est abandon ; elle ignore l'effort et son premier fruit, l'affirmation du moi séparé.

## Psychiatrie
Une catégorie psychiatrique illustre, caricaturalement, le comportement involontaire : les hystériques décrits par Pierre Janet, incapables d'accomplir consciemment les tâches les plus simples, parviennent à réaliser des prouesses à condition d'abolir la réflexion et la conscience de l'acte. Ils croient, alors, qu'un autre agit en eux, pour eux, sans eux.

## Traditions orientales
Mais l’involonté, loin d'être l'apanage de la maladie mentale a pu constituer un idéal de vie et un gage d'efficacité. C'est ainsi que le taoïsme, à l'opposé de la tradition occidentale, définit la vertu comme abandon à la nature. Le Tao, son principe, constitue la racine de l'être, mais il est occulté par les artifices intellectuels, produits de la civilisation. Il faut donc défricher son âme pour retrouver cette source vivante. Alors une spontanéité souple, suprêmement efficace, prendra le relais d'une volonté rigide, asservie à l'intellect, s'efforçant illusoirement de maîtriser l'avenir par la prévision et l'application de règles.
Dans une perspective identique, le zen recommande l'abolition de la réflexion, de la prévision, de l'effort. L'escrimeur doit oublier l'enjeu du combat et lui-même, lâcher prise pour s'en remettre à un « quelque chose » qui manie l'épée à sa place ; c'est ce « quelque chose » qui tire pour l'archer, qui dirige le pinceau du peintre sumi-e. Le zen, à l'instar du taoïsme, définit l'accomplissement spirituel comme une spontanéité supérieure. Le sage ignore le passé, ne se projette pas dans l'avenir ; il vit « ici et maintenant », détaché de l'ego, identifié au monde.

## Christianisme
Cependant, l’involonté n'est pas le privilège de l'Orient. Le quiétisme chrétien récuse également l'effort. Madame Guyon lui attribue ses premiers échecs dans la voie spirituelle : « Je voulais avoir par effort ce que je ne pouvais acquérir qu'en cessant tout effort ». Sa recommandation, « laisser tomber » correspond au « lâcher prise » du zen. L'abandon est, pour elle, la condition nécessaire de la rencontre avec Dieu.
Les quiétistes dénoncent aussi la réflexion : « l'oraison n'est point encore parfaite quand le solitaire connaît qu'il fait oraison ». Miguel de Molinos considère comme une grâce de Dieu l'impuissance à réfléchir. L'activité mystique est une spontanéité intuitive qui trouve la solution avant de l'avoir cherchée. « Une science innée ou plutôt une innocence acquise lui suggère ainsi du premier coup la démarche utile, le mot sans réplique, » écrit Bergson. C'est ainsi que Mme Guyon rédige avec impétuosité, en un jour et demi, sans plan ni recherche, un commentaire du Cantique des cantiques.
Mais la mémoire ne garde aucun souvenir de cette activité spontanée. Lorsque Bossuet l’interroge sur le contenu de son livre, elle est incapable de répondre car elle ne le connaît pas. Les quiétistes condamnent aussi le souci de maîtriser l'avenir. Il faut, selon eux, « laisser le passé dans l'oubli, l'avenir à la providence et donner le présent à Dieu ; nous contenter du moment actuel, qui nous apporte avec soi l'ordre éternel de Dieu sur nous ».
Dans l'activité mystique la conscience de l'individualité séparée est abolie au profit d'une puissance infiniment supérieure où elle se perd : de même que le bois finit par s'identifier au feu qui le brûle « l'âme déiforme n'est plus que le lieu anonyme de l'opération divine ». Toutefois, dans la mystique chrétienne, le « quelque chose » du zen est éprouvé comme quelqu'un.
Ainsi, il y a entre le taoïsme, le bouddhisme zen et le quiétisme chrétien de nombreuses analogies. Elles attestent une identité d'expérience : l’involonté est une structure mentale indépendante des contextes culturels où elle s'est historiquement investie.

## Un paradoxe inhérent
D'une certaine manière, l’involonté retrouve l'innocence réflexive de l'enfant ou de l'instinct animal. Cependant, pour ceux qui ont vécu cette expérience, elle n'est pas simple régression à un stade inférieur mais promotion spirituelle. C'est pourquoi, le plus souvent, la mise en œuvre, parfois héroïque, des moyens de la volonté est la condition nécessaire de l'accès à l'involonté. Dans les dojos japonais, même inspirés par le zen, l'entraînement pour acquérir la maîtrise de l'arc ou de l'épée est des plus rigoureux. Fénelon recommande « de lutter jusqu'au sang » contre la concupiscence qui pourrait faire obstacle à l'action divine. Mais cette condition nécessaire n'est pas une condition suffisante : l'effort prépare l'essor mais il ne lui appartient pas de le produire. Qu'il s'agisse d’accomplissement gestuel, intellectuel, ou spirituel, l’involonté est toujours une grâce.